# Passivhaus
Passivhaus est un label allemand de performance énergétique dans les bâtiments.
Il est accordé aux logements neufs dont les besoins en chauffage sont inférieurs à 15 kWh/m²/an.
La consommation totale, calculée en énergie primaire, prenant en compte le chauffage, la ventilation, l'éclairage, l'eau chaude sanitaire, les auxiliaires et les équipements électro-domestiques, doit être inférieure à 120 kWh/m²/an.
Il met également l'accent sur l'étanchéité à l'air du bâtiment (n50 ≤ 0,6 vol/h). Cette étanchéité est en effet indispensable pour assurer un bon fonctionnement du système mécanique de ventilation (VMC), et ainsi pouvoir utiliser une ventilation double-flux avec récupération de chaleur.
En France, il existe plusieurs structures comme la société Propassif ou l'association La Maison Passive France qui se chargent de certifier les maisons passives répondant aux critères cités ci-dessus. Les deux premières maisons à avoir été labellisées en France sont situées à Formerie dans l'Oise.

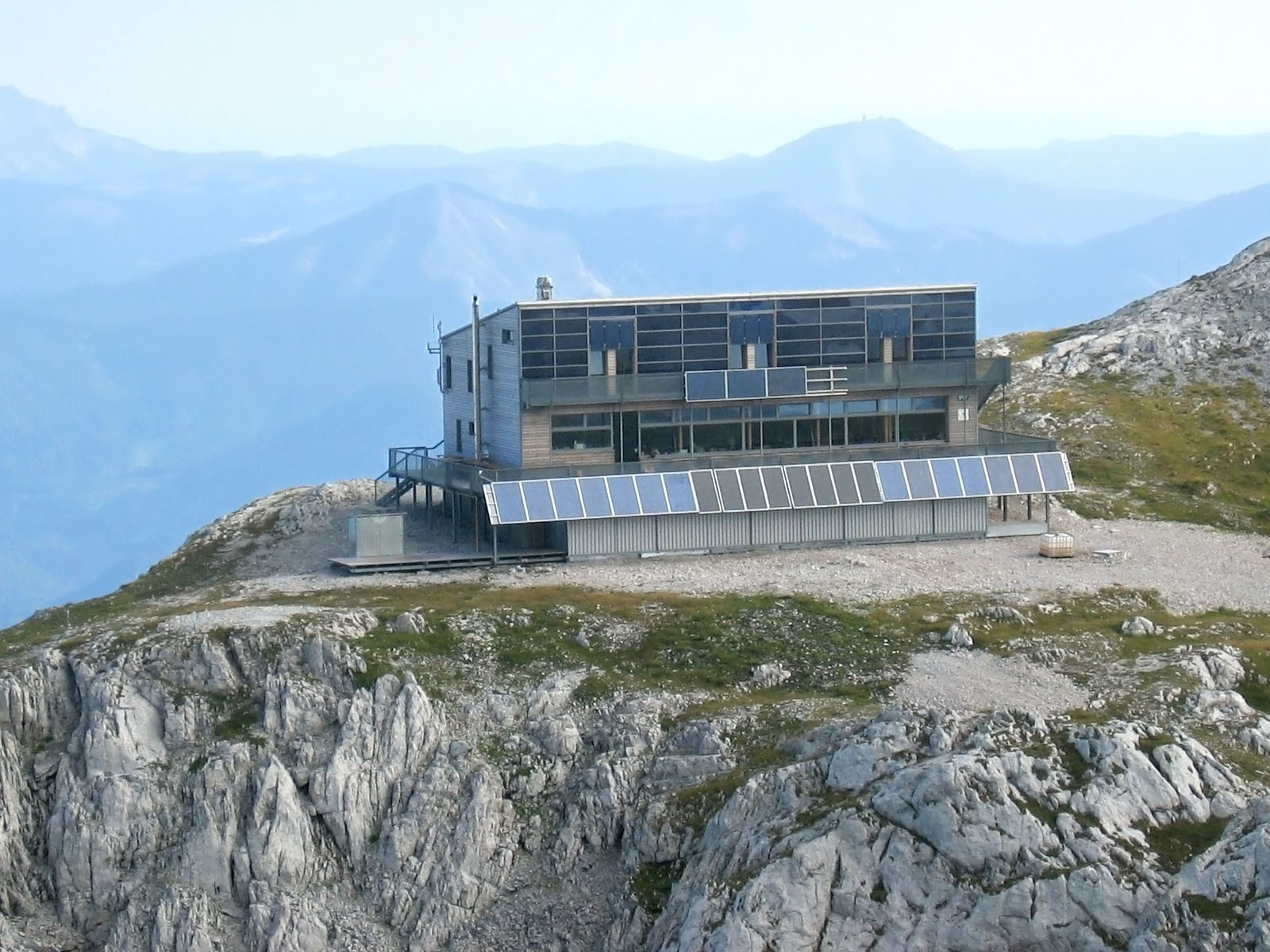
L'un des premiers bâtiments issu de ce label, sur le Hochschwab, en Autriche